# Slemhinna

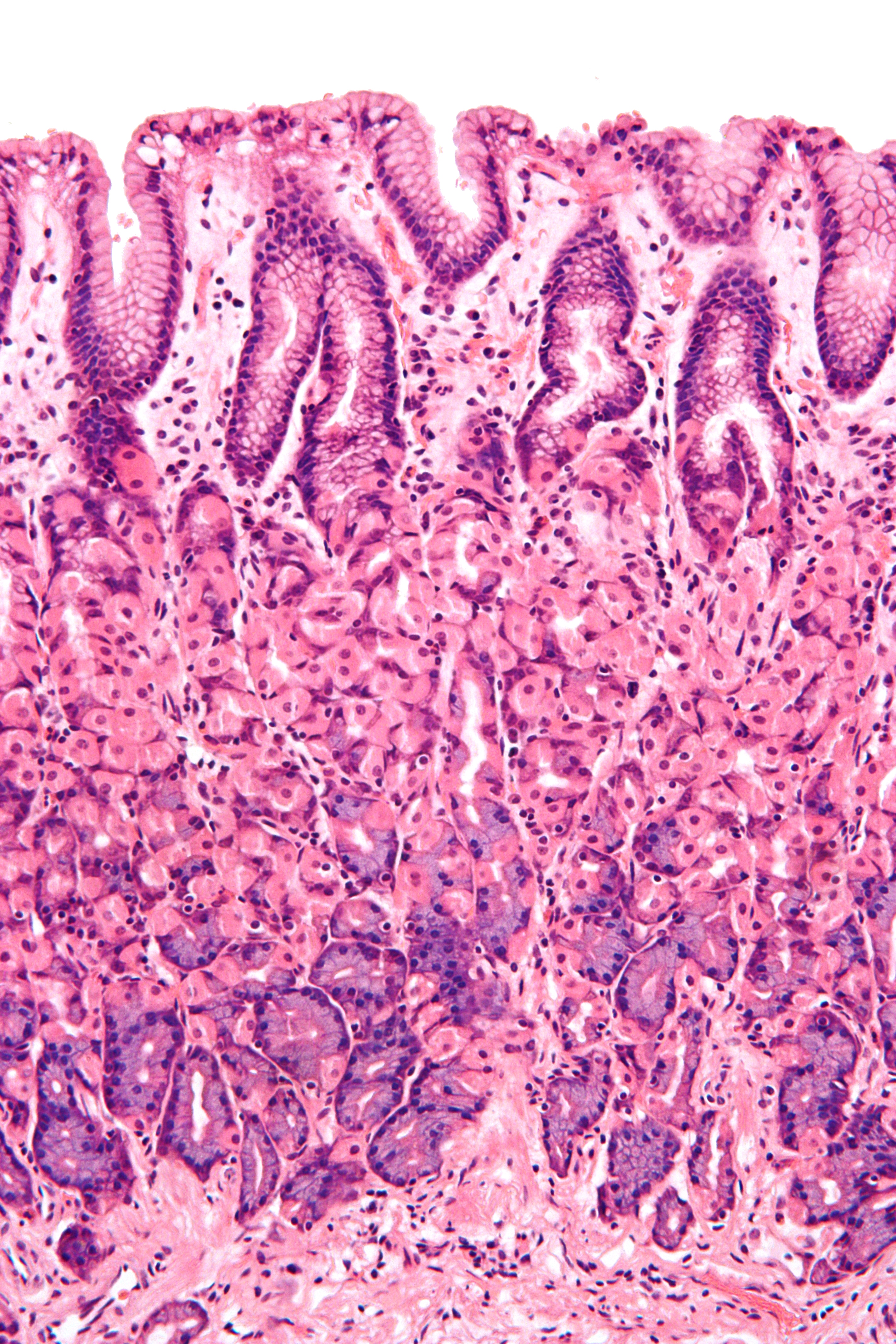
Tvärsnitt av tarmens slemhinna.

Slemhinna (även kallat mukosa efter latinets tunica mucosa), är den yta som täcker många av de hålrum som finns hos däggdjur, bland annat i andningsvägarna, mag-tarmsystemet, urinvägarna och könsorganen. Slemhinnor består i huvudsak av specialiserade epitelceller i ett eller flera lager, vilande på ett basalmembran med lamina propria under, där mukösa körtlar har förmåga att utsöndra slem (mucus). Tarmens slemhinna har förmåga att absorbera näringsämnen, medan andningsvägarna har en slemhinna som kan transportera upp främmande partiklar som andats in till lungan.